# NGC 1063
NGC 1063 é uma galáxia espiral barrada (SBbc) localizada na direcção da constelação de Cetus. Possui uma declinação de -05° 34' 06" e uma ascensão recta de 2 horas, 42 minutos e 09,9 segundos.
A galáxia NGC 1063 foi descoberta em 16 de Novembro de 1881 por Édouard Jean-Marie Stephan.